# 제로 다크 서티의 수상 및 후보 목록
제로 다크 서티는 캐서린 비글로우가 감독하고 공동 제작하며 마크 볼이 각본을 쓴 2012년 미국의 액션 영화 스릴러이다. 이 영화는 2012년 12월 19일 로스앤젤레스와 뉴욕에 있는 5개의 극장에서 제한적으로 개봉되었다. 제한 개봉 주말에 124,848달러를 벌어들여 역대 가장 큰 제한적 주중 개봉 중 하나가 되었다. 2013년 3월 6일 기준으로, 제로 다크 서티는 전 세계적으로 총 1억 680만 달러의 수익을 올렸다. 제로 다크 서티는 또한 높은 비평가들의 찬사를 받았으며, 평점 집계 사이트인 로튼 토마토에서 93%의 승인 등급을 받았다.
제로 다크 서티는 각본 인정부터 감독 및 편집, 출연진의 연기까지 다양한 부문에서 수많은 상과 후보 지명을 받았다. 제85회 아카데미상에서 아카데미 작품상, 아카데미 여우주연상, 아카데미 각본상, 아카데미 편집상을 포함하여 5개 부문에 지명되었으며, 아카데미 음향편집상을 수상했다(007 스카이폴의 페르 할베르그와 카렌 베이커 랜더스와 공동 수상). 또한 제70회 골든 글로브상에서 골든 글로브 드라마 영화 부문 작품상, 골든 글로브 감독상, 골든 글로브 각본상을 포함하여 4개 부문에 지명되었으며, 제시카 채스테인은 골든 글로브 드라마 영화 부문 여우주연상을 수상했다.
워싱턴 D.C. 영화 비평가 협회 감독상은 캐서린 비글로우에게 수여되었는데, 이 상을 여성이 받은 것은 이번이 두 번째이다(첫 번째도 허트 로커의 비글로우였다). 이 영화는 워싱턴 D.C., 뉴욕, 시카고, 보스턴 영화 비평가 협회를 포함한 여러 비평가 단체에서 감독상과 작품상을 휩쓸었다.

## 수상 및 후보
| 상                                                                             | 시상식 날짜      | 부문                                   | 수상자 및 후보자 | 결과  |
| ------------------------------------------------------------------------------ | ---------------- | -------------------------------------- | --- | ----- |
| 아카데미상                                                                     | 2013년 2월 24일  | 작품상                                 | 마크 볼, 캐서린 비글로우 & 메건 엘리슨                                                                                         | 후보  |
| 아카데미상                                                                     | 2013년 2월 24일  | 여우주연상                             | 제시카 채스테인 | 후보  |
| 아카데미상                                                                     | 2013년 2월 24일  | 각본상                                 | 마크 볼 | 후보  |
| 아카데미상                                                                     | 2013년 2월 24일  | 편집상                                 | 딜런 티체너, 윌리엄 골든버그                                                                                                   | 후보  |
| 아카데미상                                                                     | 2013년 2월 24일  | 음향편집상                             | 폴 N. J. 오토손 | 수상1 |
| 영국 영화 텔레비전 예술 아카데미                                               | 2013년 2월 10일  | 작품상                                 | 캐서린 비글로우, 마크 볼, & 메건 엘리슨                                                                                        | 후보  |
| 영국 영화 텔레비전 예술 아카데미                                               | 2013년 2월 10일  | 감독상                                 | 캐서린 비글로우 | 후보  |
| 영국 영화 텔레비전 예술 아카데미                                               | 2013년 2월 10일  | 여우주연상                             | 제시카 채스테인 | 후보  |
| 영국 영화 텔레비전 예술 아카데미                                               | 2013년 2월 10일  | 오리지널 각본상                        | 마크 볼 | 후보  |
| 영국 영화 텔레비전 예술 아카데미                                               | 2013년 2월 10일  | 편집상                                 | 딜런 티체너, 윌리엄 골든버그                                                                                                   | 후보  |
| 오스트레일리아 영화 텔레비전 예술 아카데미                                     | 2013년 1월 30일  | 국제 영화상                            | 캐서린 비글로우, 마크 볼, & 메건 엘리슨                                                                                        | 후보  |
| 오스트레일리아 영화 텔레비전 예술 아카데미                                     | 2013년 1월 30일  | 국제 감독상                            | 캐서린 비글로우 | 후보  |
| 오스트레일리아 영화 텔레비전 예술 아카데미                                     | 2013년 1월 30일  | 국제 각본상                            | 마크 볼 | 후보  |
| 오스트레일리아 영화 텔레비전 예술 아카데미                                     | 2013년 1월 30일  | 국제 여우주연상                        | 제시카 채스테인 | 후보  |
| 아프리카계 미국인 영화 비평가 협회                                             | 2012년 12월 16일 | 2012년 최고 영화                       | 제로 다크 서티 | 수상  |
| 여성 영화 기자 연합                                                            | 2013년 1월 7일   | 작품상                                 | 캐서린 비글로우, 마크 볼, & 메건 엘리슨                                                                                        | 수상  |
| 여성 영화 기자 연합                                                            | 2013년 1월 7일   | 감독상 (여성 또는 남성)                | 캐서린 비글로우 | 수상  |
| 여성 영화 기자 연합                                                            | 2013년 1월 7일   | 각본상, 오리지널                       | 마크 볼 | 수상  |
| 여성 영화 기자 연합                                                            | 2013년 1월 7일   | 여우주연상                             | 제시카 채스테인 | 수상  |
| 여성 영화 기자 연합                                                            | 2013년 1월 7일   | 편집상                                 | 윌리엄 골든버그, 딜런 티체너                                                                                                   | 수상  |
| 여성 영화 기자 연합                                                            | 2013년 1월 7일   | 영화 음악상 또는 스코어                | 알렉상드르 데스플라 | 후보  |
| 여성 영화 기자 연합                                                            | 2013년 1월 7일   | 여성 감독상                            | 캐서린 비글로우 | 수상  |
| 여성 영화 기자 연합                                                            | 2013년 1월 7일   | 인도주의 활동 - 여성 아이콘상          | 제시카 채스테인 | 수상  |
| 여성 영화 기자 연합                                                            | 2013년 1월 7일   | 엔터테인먼트 산업 여성의 뛰어난 업적   | 캐서린 비글로우 | 후보  |
| 여성 영화 기자 연합                                                            | 2013년 1월 7일   | 잊을 수 없는 순간상                    | 제시카 채스테인이 "나는 엄마야..."라고 말함 - 레미제라블 (2012년 영화)의 앤 해서웨이가 I Dreamed a Dream을 부른 것과 공동 수상 | 수상  |
| 오스틴 영화 비평가 협회                                                        | 2012년 12월 18일 | 작품상                                 | 캐서린 비글로우, 마크 볼, & 메건 엘리슨                                                                                        | 수상  |
| 보스턴 영화 비평가 협회                                                        | 2012년 12월 9일  | 작품상                                 | 캐서린 비글로우, 마크 볼, & 메건 엘리슨                                                                                        | 수상  |
| 보스턴 영화 비평가 협회                                                        | 2012년 12월 9일  | 감독상                                 | 캐서린 비글로우 | 수상  |
| 보스턴 영화 비평가 협회                                                        | 2012년 12월 9일  | 편집상                                 | 윌리엄 골든버그, 딜런 티체너                                                                                                   | 수상  |
| 보스턴 온라인 영화 비평가 협회                                                 | 2012년 12월 7일  | 작품상                                 | 마크 볼, 캐서린 비글로우, & 메건 엘리슨                                                                                        | 수상  |
| 보스턴 온라인 영화 비평가 협회                                                 | 2012년 12월 7일  | 감독상                                 | 캐서린 비글로우 | 수상  |
| 보스턴 온라인 영화 비평가 협회                                                 | 2012년 12월 7일  | 여우주연상                             | 제시카 채스테인 | 수상  |
| 보스턴 온라인 영화 비평가 협회                                                 | 2012년 12월 7일  | 편집상                                 | 윌리엄 골든버그, 딜런 티체너                                                                                                   | 수상  |
| 미국 방송 영화 비평가 협회상                                                   | 2013년 1월 10일  | 작품상                                 | 캐서린 비글로우, 마크 볼, & 메건 엘리슨                                                                                        | 후보  |
| 미국 방송 영화 비평가 협회상                                                   | 2013년 1월 10일  | 감독상                                 | 캐서린 비글로우 | 후보  |
| 미국 방송 영화 비평가 협회상                                                   | 2013년 1월 10일  | 각본상                                 | 마크 볼 | 후보  |
| 미국 방송 영화 비평가 협회상                                                   | 2013년 1월 10일  | 여우주연상                             | 제시카 채스테인 | 수상  |
| 미국 방송 영화 비평가 협회상                                                   | 2013년 1월 10일  | 편집상                                 | 윌리엄 골든버그, 딜런 티체너                                                                                                   | 수상  |
| 중앙 오하이오 영화 비평가 협회                                                 | 2013년 1월 3일   | 작품상                                 | 캐서린 비글로우, 마크 볼, & 메건 엘리슨                                                                                        | 후보  |
| 중앙 오하이오 영화 비평가 협회                                                 | 2013년 1월 3일   | 감독상                                 | 캐서린 비글로우 | 후보  |
| 중앙 오하이오 영화 비평가 협회                                                 | 2013년 1월 3일   | 여우주연상                             | 제시카 채스테인 | 후보  |
| 중앙 오하이오 영화 비평가 협회                                                 | 2013년 1월 3일   | 각본상                                 | 마크 볼 | 후보  |
| 시네마 오디오 소사이어티 어워드                                                | 2013년 2월 16일  | 영화 음향 믹싱 부문 뛰어난 업적 - 실사 | 레이 베켓, 폴 N. J. 오토손, 샘 오켈, 브라이언 스미스, 존 사나코어                                                              | 후보  |
| 시카고 영화 비평가 협회                                                        | 2012년 12월 17일 | 작품상                                 | 캐서린 비글로우, 마크 볼, & 메건 엘리슨                                                                                        | 수상  |
| 시카고 영화 비평가 협회                                                        | 2012년 12월 17일 | 감독상                                 | 캐서린 비글로우 | 수상  |
| 시카고 영화 비평가 협회                                                        | 2012년 12월 17일 | 여우주연상                             | 제시카 채스테인 | 수상  |
| 시카고 영화 비평가 협회                                                        | 2012년 12월 17일 | 남우주연상                             | 제이슨 클라크 | 후보  |
| 시카고 영화 비평가 협회                                                        | 2012년 12월 17일 | 각본상                                 | 마크 볼 | 수상  |
| 시카고 영화 비평가 협회                                                        | 2012년 12월 17일 | 촬영상                                 | 그레그 프레이저 | 후보  |
| 시카고 영화 비평가 협회                                                        | 2012년 12월 17일 | 음악상                                 | 알렉상드르 데스플라 | 후보  |
| 시카고 영화 비평가 협회                                                        | 2012년 12월 17일 | 편집상                                 | 윌리엄 골든버그, 딜런 티체너                                                                                                   | 수상  |
| 댈러스-포트워스 영화 비평가 협회                                               | 2012년 12월 18일 | 작품상                                 | 캐서린 비글로우, 마크 볼, & 메건 엘리슨                                                                                        | 후보  |
| 댈러스-포트워스 영화 비평가 협회                                               | 2012년 12월 18일 | 감독상                                 | 캐서린 비글로우 | 수상  |
| 댈러스-포트워스 영화 비평가 협회                                               | 2012년 12월 18일 | 각본상                                 | 마크 볼 | 수상  |
| 댈러스-포트워스 영화 비평가 협회                                               | 2012년 12월 18일 | 여우주연상                             | 제시카 채스테인 | 수상  |
| 덴버 영화 비평가 협회                                                          | 2013년 1월 8일   | 감독상                                 | 캐서린 비글로우 | 후보  |
| 덴버 영화 비평가 협회                                                          | 2013년 1월 8일   | 여우주연상                             | 제시카 채스테인 | 후보  |
| 디트로이트 영화 비평가 협회                                                    | 2012년 12월 14일 | 작품상                                 | 캐서린 비글로우, 마크 볼, & 메건 엘리슨                                                                                        | 후보  |
| 디트로이트 영화 비평가 협회                                                    | 2012년 12월 14일 | 감독상                                 | 캐서린 비글로우 | 후보  |
| 디트로이트 영화 비평가 협회                                                    | 2012년 12월 14일 | 여우주연상                             | 제시카 채스테인 | 후보  |
| 미국 감독 조합                                                                 | 2013년 2월 2일   | 영화 부문 뛰어난 감독상                | 캐서린 비글로우 | 후보  |
| 도리안상                                                                       |                  | 올해의 영화 연기 - 여배우              | 제시카 채스테인 | 후보  |
| 엠파이어상                                                                     | 2013년 3월 24일  | 스릴러 영화상                          | 캐서린 비글로우, 마크 볼, & 메건 엘리슨                                                                                        | 후보  |
| 엠파이어상                                                                     | 2013년 3월 24일  | 여우주연상                             | 제시카 채스테인 | 후보  |
| 플로리다 영화 비평가 협회                                                      | 2012년 12월 18일 | 여우주연상                             | 제시카 채스테인 | 수상  |
| 조지아 영화 비평가 협회                                                        |                  | 작품상                                 | 캐서린 비글로우, 마크 볼, & 메건 엘리슨                                                                                        | 후보  |
| 조지아 영화 비평가 협회                                                        | 감독상           | 캐서린 비글로우                        | 수상 |       |
| 조지아 영화 비평가 협회                                                        | 여우주연상       | 제시카 채스테인                        | 후보 |       |
| 조지아 영화 비평가 협회                                                        | 여우조연상       | 제니퍼 엘                              | 후보 |       |
| 조지아 영화 비평가 협회                                                        | 각본상           | 마크 볼                                | 후보 |       |
| 조지아 영화 비평가 협회                                                        | 촬영상           | 그레그 프레이저                        | 후보 |       |
| 골든 글로브상                                                                  | 2013년 1월 13일  | 작품상 - 드라마                        | 마크 볼, 캐서린 비글로우, & 메건 엘리슨                                                                                        | 후보  |
| 골든 글로브상                                                                  | 2013년 1월 13일  | 감독상                                 | 캐서린 비글로우 | 후보  |
| 골든 글로브상                                                                  | 2013년 1월 13일  | 여우주연상 - 드라마 영화               | 제시카 채스테인 | 수상  |
| 골든 글로브상                                                                  | 2013년 1월 13일  | 각본상                                 | 마크 볼 | 후보  |
| 그래미 어워드                                                                  | 2014년 1월 26일  | 영상 미디어 음악상                     | 알렉상드르 데스플라 | 후보  |
| 휴스턴 영화 비평가 협회                                                        | 2013년 1월 5일   | 작품상                                 | 캐서린 비글로우, 마크 볼, & 메건 엘리슨                                                                                        | 후보  |
| 휴스턴 영화 비평가 협회                                                        | 2013년 1월 5일   | 감독상                                 | 캐서린 비글로우 | 후보  |
| 휴스턴 영화 비평가 협회                                                        | 2013년 1월 5일   | 여우주연상                             | 제시카 채스테인 | 후보  |
| 휴스턴 영화 비평가 협회                                                        | 2013년 1월 5일   | 각본상                                 | 마크 볼 | 후보  |
| 인디애나 영화 비평가 협회                                                      | 2012년 12월 17일 | 감독상                                 | 캐서린 비글로우 | 후보  |
| 인디애나 영화 비평가 협회                                                      | 2012년 12월 17일 | 여우주연상                             | 제시카 채스테인 | 수상  |
| 국제 시네필 협회                                                               | 2013년 2월 11일  | 작품상                                 | 캐서린 비글로우, 마크 볼, & 메건 엘리슨                                                                                        | 후보  |
| 국제 시네필 협회                                                               | 2013년 2월 11일  | 감독상                                 | 캐서린 비글로우 | 후보  |
| 국제 시네필 협회                                                               | 2013년 2월 11일  | 여우주연상                             | 제시카 채스테인 | 후보  |
| 국제 시네필 협회                                                               | 2013년 2월 11일  | 각본상                                 | 마크 볼 | 후보  |
| 국제 시네필 협회                                                               | 2013년 2월 11일  | 편집상                                 | 딜런 티체너, 윌리엄 골든버그                                                                                                   | 수상  |
| 아이오와 영화 비평가 협회                                                      | 2013년 1월 18일  | 작품상                                 | 마크 볼, 캐서린 비글로우, 메건 엘리슨                                                                                          | 후보  |
| 아이오와 영화 비평가 협회                                                      | 2013년 1월 18일  | 감독상                                 | 캐서린 비글로우 | 후보  |
| 아이오와 영화 비평가 협회                                                      | 2013년 1월 18일  | 여우주연상                             | 제시카 채스테인 | 수상  |
| 라스베이거스 영화 비평가 협회                                                  | 2012년 12월 12일 | 작품상                                 | 마크 볼, 캐서린 비글로우, 메건 엘리슨                                                                                          | 후보  |
| 라스베이거스 영화 비평가 협회                                                  | 2012년 12월 12일 | 편집상                                 | 윌리엄 골든버그, 딜런 티체너                                                                                                   | 수상  |
| 런던 영화 비평가 협회                                                          | 2013년 1월 20일  | 올해의 감독상                          | 캐서린 비글로우 | 후보  |
| 런던 영화 비평가 협회                                                          | 2013년 1월 20일  | 올해의 각본가                          | 마크 볼 | 후보  |
| 런던 영화 비평가 협회                                                          | 2013년 1월 20일  | 올해의 여배우                          | 제시카 채스테인 | 후보  |
| 로스앤젤레스 영화 비평가 협회상                                                | 2012년 12월 9일  | 작품상                                 | 캐서린 비글로우 | 후보  |
| 로스앤젤레스 영화 비평가 협회상                                                | 2012년 12월 9일  | 편집상                                 | 딜런 티체너, 윌리엄 골든버그                                                                                                   | 수상  |
| 전미 비평가 위원회                                                             | 2012년 12월 5일  | 작품상                                 | 마크 볼, 캐서린 비글로우, & 메건 엘리슨                                                                                        | 수상  |
| 전미 비평가 위원회                                                             | 2012년 12월 5일  | 감독상                                 | 캐서린 비글로우 | 수상  |
| 전미 비평가 위원회                                                             | 2012년 12월 5일  | 여우주연상                             | 제시카 채스테인 | 수상  |
| 전미 영화 비평가 협회                                                          | 2013년 1월 5일   | 작품상                                 | 마크 볼, 캐서린 비글로우, & 메건 엘리슨                                                                                        | 후보  |
| 전미 영화 비평가 협회                                                          | 2013년 1월 5일   | 감독상                                 | 캐서린 비글로우 | 후보  |
| 전미 영화 비평가 협회                                                          | 2013년 1월 5일   | 여우주연상                             | 제시카 채스테인 | 후보  |
| 전미 영화 비평가 협회                                                          | 2013년 1월 5일   | 촬영상                                 | 그레그 프레이저 | 후보  |
| 네바다 영화 비평가 협회                                                        | 2012년 12월 20일 | 감독상                                 | 캐서린 비글로우 - 아르고 (영화)의 벤 애플렉과 공동 수상                                                                        | 수상  |
| 뉴욕 영화 비평가 협회                                                          | 2012년 12월 3일  | 작품상                                 | 마크 볼, 캐서린 비글로우, & 메건 엘리슨                                                                                        | 수상  |
| 뉴욕 영화 비평가 협회                                                          | 2012년 12월 3일  | 감독상                                 | 캐서린 비글로우 | 수상  |
| 뉴욕 영화 비평가 협회                                                          | 2012년 12월 3일  | 여우주연상                             | 제시카 채스테인 | 후보  |
| 뉴욕 영화 비평가 협회                                                          | 2012년 12월 3일  | 촬영상                                 | 그레그 프레이저 | 수상  |
| 뉴욕 영화 비평가 협회                                                          | 2012년 12월 3일  | 각본상                                 | 마크 볼 | 후보  |
| 뉴욕 온라인 영화 비평가 협회                                                   | 2012년 12월 3일  | 작품상                                 | 마크 볼, 캐서린 비글로우, & 메건 엘리슨                                                                                        | 수상  |
| 뉴욕 온라인 영화 비평가 협회                                                   | 2012년 12월 3일  | 감독상                                 | 캐서린 비글로우 | 수상  |
| 뉴욕 온라인 영화 비평가 협회                                                   | 2012년 12월 3일  | 각본상                                 | 마크 볼 | 수상  |
| 노스캐롤라이나 영화 비평가 협회                                                |                  | 극영화                                 | 마크 볼, 캐서린 비글로우, & 메건 엘리슨                                                                                        | 후보  |
| 노스캐롤라이나 영화 비평가 협회                                                | 감독상           | 캐서린 비글로우                        | 후보 |       |
| 노스캐롤라이나 영화 비평가 협회                                                | 여우주연상       | 제시카 채스테인                        | 후보 |       |
| 노스캐롤라이나 영화 비평가 협회                                                | 남우조연상       | 제이슨 클라크                          | 후보 |       |
| 노스캐롤라이나 영화 비평가 협회                                                | 각본상           | 마크 볼                                | 후보 |       |
| 노스캐롤라이나 영화 비평가 협회                                                | 타 헬 상         |                                        | 후보 |       |
| 오클라호마 영화 비평가 협회                                                    | 2012년 12월 23일 | 여우주연상                             | 제시카 채스테인 | 수상  |
| 온라인 영화 비평가 협회                                                        | 2013년 1월 7일   | 작품상                                 | 캐서린 비글로우, 마크 볼, & 메건 엘리슨                                                                                        | 후보  |
| 온라인 영화 비평가 협회                                                        | 2013년 1월 7일   | 감독상                                 | 캐서린 비글로우 | 후보  |
| 온라인 영화 비평가 협회                                                        | 2013년 1월 7일   | 각본상                                 | 마크 볼 | 후보  |
| 온라인 영화 비평가 협회                                                        | 2013년 1월 7일   | 여우주연상                             | 제시카 채스테인 | 수상  |
| 온라인 영화 비평가 협회                                                        | 2013년 1월 7일   | 편집상                                 | 윌리엄 골든버그, 딜런 티체너                                                                                                   | 후보  |
| 피닉스 영화 비평가 협회                                                        | 2012년 12월 18일 | 작품상                                 | 캐서린 비글로우, 마크 볼, & 메건 엘리슨                                                                                        | 후보  |
| 피닉스 영화 비평가 협회                                                        | 2012년 12월 18일 | 감독상                                 | 캐서린 비글로우 | 수상  |
| 피닉스 영화 비평가 협회                                                        | 2012년 12월 18일 | 여우주연상                             | 제시카 채스테인 | 수상  |
| 피닉스 영화 비평가 협회                                                        | 2012년 12월 18일 | 각본상                                 | 마크 볼 | 후보  |
| 피닉스 영화 비평가 협회                                                        | 2012년 12월 18일 | 촬영상                                 | 그레그 프레이저 | 후보  |
| 피닉스 영화 비평가 협회                                                        | 2012년 12월 18일 | 편집상                                 | 윌리엄 골든버그, 딜런 티체너                                                                                                   | 후보  |
| 샌디에이고 영화 비평가 협회                                                    | 2012년 12월 11일 | 작품상                                 | 캐서린 비글로우, 마크 볼, & 메건 엘리슨                                                                                        | 후보  |
| 샌디에이고 영화 비평가 협회                                                    | 2012년 12월 11일 | 감독상                                 | 캐서린 비글로우 | 후보  |
| 샌디에이고 영화 비평가 협회                                                    | 2012년 12월 11일 | 여우주연상                             | 제시카 채스테인 | 후보  |
| 샌디에이고 영화 비평가 협회                                                    | 2012년 12월 11일 | 편집상                                 | 윌리엄 골든버그, 딜런 티체너                                                                                                   | 후보  |
| 샌프란시스코 영화 비평가 협회                                                  | 2012년 12월 16일 | 감독상                                 | 캐서린 비글로우 | 수상  |
| 샌프란시스코 영화 비평가 협회                                                  | 2012년 12월 16일 | 각본상                                 | 마크 볼 | 수상  |
| 새틀라이트상                                                                   | 2012년 12월 16일 | 작품상                                 | 캐서린 비글로우, 마크 볼, & 메건 엘리슨                                                                                        | 후보  |
| 새틀라이트상                                                                   | 2012년 12월 16일 | 감독상                                 | 캐서린 비글로우 | 후보  |
| 새틀라이트상                                                                   | 2012년 12월 16일 | 여우주연상 – 드라마 영화               | 제시카 채스테인 | 후보  |
| 새틀라이트상                                                                   | 2012년 12월 16일 | 각본상                                 | 마크 볼 | 수상  |
| 새틀라이트상                                                                   | 2012년 12월 16일 | 편집상                                 | 딜런 티체너 | 후보  |
| 새턴상                                                                         | 2013년 6월 26일  | 공포 또는 스릴러 영화                  | 제로 다크 서티 | 후보  |
| 새턴상                                                                         | 2013년 6월 26일  | 여우주연상                             | 제시카 채스테인 | 후보  |
| 미국 배우 조합상                                                               | 2013년 1월 27일  | 영화 부문 여우주연상                   | 제시카 채스테인 | 후보  |
| 세인트루이스 영화 비평가 협회                                                  | 2012년 12월 17일 | 작품상                                 | 캐서린 비글로우, 마크 볼, & 메건 엘리슨                                                                                        | 후보  |
| 세인트루이스 영화 비평가 협회                                                  | 2012년 12월 17일 | 감독상                                 | 캐서린 비글로우 | 후보  |
| 세인트루이스 영화 비평가 협회                                                  | 2012년 12월 17일 | 여우주연상                             | 제시카 채스테인 | 수상  |
| 세인트루이스 영화 비평가 협회                                                  | 2012년 12월 17일 | 각본상                                 | 마크 볼 | 수상  |
| 토론토 영화 비평가 협회                                                        | 2012년 12월 18일 | 작품상                                 | 캐서린 비글로우, 마크 볼, & 메건 엘리슨                                                                                        | 후보  |
| 토론토 영화 비평가 협회                                                        | 2012년 12월 18일 | 감독상                                 | 캐서린 비글로우 | 후보  |
| 토론토 영화 비평가 협회                                                        | 2012년 12월 18일 | 여우주연상                             | 제시카 채스테인 | 후보  |
| 토론토 영화 비평가 협회                                                        | 2012년 12월 18일 | 각본상                                 | 마크 볼 | 후보  |
| 유타 영화 비평가 협회                                                          | 2012년 12월 20일 | 작품상                                 | 캐서린 비글로우, 마크 볼, & 메건 엘리슨                                                                                        | 수상  |
| 유타 영화 비평가 협회                                                          | 2012년 12월 20일 | 감독상                                 | 캐서린 비글로우 | 후보  |
| 유타 영화 비평가 협회                                                          | 2012년 12월 20일 | 여우주연상                             | 제시카 채스테인 | 수상  |
| 밴쿠버 영화 비평가 협회                                                        |                  | 작품상                                 | 캐서린 비글로우, 마크 볼, & 메건 엘리슨                                                                                        | 수상  |
| 밴쿠버 영화 비평가 협회                                                        | 감독상           | 캐서린 비글로우                        | 수상 |       |
| 밴쿠버 영화 비평가 협회                                                        | 여우주연상       | 제시카 채스테인                        | 수상 |       |
| 밴쿠버 영화 비평가 협회                                                        | 각본상           | 마크 볼                                | 수상 |       |
| 시각 효과 협회상                                                               | 2013년 2월 5일   | 영화 부문 뛰어난 조연 시각 효과상      | 제프 앤더슨, 크리스 하비, 제레미 해팅, 리처드 스터츠먼                                                                         | 후보  |
| 워싱턴 D.C. 영화 비평가 협회                                                   | 2012년 12월 10일 |                                        | |       |
| 워싱턴 D.C. 영화 비평가 협회                                                   | 2012년 12월 10일 | 작품상                                 | 캐서린 비글로우, 마크 볼, & 메건 엘리슨                                                                                        | 수상  |
| 워싱턴 D.C. 영화 비평가 협회                                                   | 2012년 12월 10일 | 감독상                                 | 캐서린 비글로우 | 수상  |
| 워싱턴 D.C. 영화 비평가 협회                                                   | 2012년 12월 10일 | 여우주연상                             | 제시카 채스테인 | 수상  |
| 워싱턴 D.C. 영화 비평가 협회                                                   | 2012년 12월 10일 | 연기 앙상블                            | 제로 다크 서티 | 후보  |
| 워싱턴 D.C. 영화 비평가 협회                                                   | 2012년 12월 10일 | 각본상                                 | 마크 볼 | 후보  |
| 워싱턴 D.C. 영화 비평가 협회                                                   | 2012년 12월 10일 | 촬영상                                 | 그레그 프레이저 | 후보  |
| 여성 영화 비평가 협회                                                          | 2012년 12월 22일 | 여성 감독의 영화                       | 제로 다크 서티 | 수상  |
| 여성 영화 비평가 협회                                                          | 2012년 12월 22일 | 성평등상                               | 제로 다크 서티 | 수상  |
| 여성 영화 비평가 협회                                                          | 2012년 12월 22일 | 여성 이미지                            | 제로 다크 서티 | 수상  |
| 미국 작가 조합                                                                 | 2013년 2월 17일  | 각본상                                 | 마크 볼 | 수상  |
| 내용주:' - ^1 — 007 스카이폴의 페르 할베르그와 카렌 베이커 랜더스와 공동 수상. |                  |                                        | |       |